# Seznam filmov Warner Bros. (2000 - danes)
Seznam filmov v produkciji in/ali distribuciji ameriškega studia Warner Bros. začetku leta 2000.

## Filmografija
- Moj pes Skip (2000), koprodukcija z Alcon Entertainment
- Rdeči planet (2000), koprodukcija z Village Roadshow Pictures
- A. I.: Umetna inteligenca (2001), koprodukcija z DreamWorks Pictures in Amblin Entertainment
- Harry Potter in kamen modrosti (2001)
- Igraj svojo igro (2001), koprodukcija z Village Roadshow Pictures in Jerry Weintraub Productions
- Dan za trening (2001), koprodukcija z Village Roadshow Pictures
- Harry Potter in dvorana skrivnosti (2002)
- Časovni stroj (2002), koprodukcija z DreamWorks Pictures
- Terminator 3: Vstaja strojev (2003), koprodukcija z Columbia Pictures, Intermedia Films in C2 Pictures
- Matrica Reloaded (2003), koprodukcija z Village Roadshow Pictures in Silver Pictures
- Matrica Revolucija (2003), koprodukcija z Village Roadshow Pictures in Silver Pictures
- Gothika (2003), koprodukcija z Columbia Pictures in Dark Castle Entertainment
- Aleksander (2004), koprodukcija z Intermedia Films in IMF Productions
- Harry Potter in jetnik iz Azkabana (2004)
- Letalec (2004), koprodukcija z Miramax Films, Initial Entertainment Group in IMF Productions
- Troja (2004)
- Lahko noč in srečno (2005), distributer, koprodukcija z Warner Independent Pictures, 2929 Entertainment, Participant Productions in Section Eight Productions
- Harry Potter in ognjeni kelih (2005)
- Hiša voščenih figur (2005), koprodukcija z Village Roadshow Pictures in Dark Castle Entertainment
- Požarni zid (2006), koprodukcija z Village Roadshow Pictures in Beacon Pictures
- Poseidon (2006), koprodukcija z Virtual Studios
- Dvojna igra (2006), koprodukcija z Plan B Entertainment in Media Asia Films
- Dobri Nemec (2006), koprodukcija z Virtual Studios
- Zastave naših očetov (2006), koprodukcija z DreamWorks Pictures
- Pisma z Iwo Jime (2006), koprodukcija z DreamWorks Pictures
- Krvavi diamant (2006), koprodukcija z Virtual Studios
- 300 (2007), koprodukcija z Legendary Pictures, Virtual Studios, Atmosphere Pictures in Hollywood Gang Films
- Oceanovih 13 (2007), koprodukcija z Village Roadshow Pictures in Jerry Weintraub Productions
- Harry Potter in feniksov red (2007), koprodukcija z Heyday Films
- Jesse James in strahopetni Robert Ford (2007), koprodukcija z Virtual Studios, Scott Free Productions in Plan B Entertainment
- Michael Clayton (2007), koprodukcija z Samuels Media, Castle Rock Entertainment, Mirage Enterprises in Section Eight Productions
- Beowulf (2007), koprodukcija z Paramount Pictures, Shangri-La Entertainment in ImageMovers
- Jaz sem legenda (2007), koprodukcija z Village Roadshow Pictures, Village Roadshow Pictures, Weed Road Pictures in Overbrook Entertainment
- Sweeney Todd: Hudičev brivec (2007), koprodukcija z DreamWorks Pictures
- P.S. Ljubim te (2007), koprodukcija z Alcon Entertainment
- Seks v mestu (2008), koprodukcija z New Line Cinema in HBO
- Vitez teme (2008), koprodukcija z Legendary Pictures, DC Comics in Syncopy Films
- Revni milijonar (2008), koprodukcija z Fox Searchlight Pictures, Film4 Productions in Celador Films
- Nenavaden primer Benjamina Buttona (2008), koprodukcija z Paramount Pictures in The Kennedy/Marshall Company
- Varuhi (2009), koprodukcija z Paramount Pictures, Legendary Pictures in DC Comics
- Terminator: Odrešitev (2009), koprodukcija z Columbia Pictures in The Halcyon Company
- Harry Potter in princ mešane krvi (2009), koprodukcija z Heyday Films
- Where the Wild Things Are (2009), koprodukcija z Legendary Pictures, Village Roadshow Pictures in Playtone